# Cmentarz żydowski w Trzemesznie
Cmentarz żydowski w Trzemesznie – kirkut położony w Trzemesznie przy ul. Orchowskiej. Powstał w XIX wieku. W czasie II wojny światowej został zniszczony przez nazistów. Obecnie jest całkowicie zdewastowany i nieogrodzony. Nieliczne ocalałe macewy użyto do budowy chodników w Trzemesznie. Odnaleziono je w połowie lat 90. XX w. i złożono w Trzemeszeńskim Przedsiębiorstwie Komunalnym Sp. z o.o.